# Тудорово (озеро)
Тудорово (укр. Тудорове) — озеро, расположенное на территории Одесского района (Одесская область). Площадь водного зеркала — 4,5 км². Тип общей минерализации — пресное. Происхождение — пойменное. Группа гидрологического режима — сточное. Одно из крупнейших озёр в пойме Днестра.

## География
Длина — 2,9 км. Ширина наибольшая — 1,5 км. Глубина наибольшая — 1 м.
Тудорово расположено на гирле Баклан в пойме Днестра: между основным руслом и её рукавом Турунчук, что южнее села Яськи. Гирло Баклан шириной 5 м и глубиной 1 м. Сообщается водотоком с озером Жуково, что восточнее Тудорово. Здесь пойма Днестра представлена плавнями, где заболоченные участки глубиной 0,7 м. Берега пологие, заболочены с обильной прибрежно-водной растительностью. Водное зеркало частично занято водной растительностью.
В озере водится окунь, щука, судак, тарань, лещ.